# Pont-Scorff
Pont-Scorff (bret. Pont-Skorf) – miejscowość i gmina we Francji, w regionie Bretania, w departamencie Morbihan.
Według danych na rok 1990 gminę zamieszkiwały 2312 osoby, a gęstość zaludnienia wynosiła 98 osób/km² (wśród 1269 gmin Bretanii Pont-Scorff plasuje się na 265. miejscu pod względem liczby ludności, natomiast pod względem powierzchni na miejscu 406.).